# Paweł P. Liberski
Paweł P. Liberski (ur. 25 listopada 1954 w Zgierzu, zm. 19 sierpnia 2025 w Łodzi) – polski neurolog i neuropatolog. 
Ukończył Szkołę Podstawową nr 49 i XI Liceum Ogólnokształcące w Łodzi. Od 1973 do 1979 studiował na Wydziale Lekarskim Akademii Medycznej w Łodzi. Habilitował się w 1987, profesorem nadzwyczajnym został w 1993, w 1999 został profesorem zwyczajnym.
Kierownik Zakładu Patologii Molekularnej Katedry Onkologii Uniwersytetu Medycznego w Łodzi, kierownik Krajowego Ośrodka Referencyjnego Chorób Wywoływanych przez Priony, autor ponad 270 artykułów zaindeksowanych w bazie MEDLINE, autor i współautor kilku książek z dziedziny neurologii i neuropatologii.

## Niektóre prace
- Paweł P Liberski, Wielisław Papierz, Wojciech Kozubski, Iwona Kłoszewska, Mirosław Jan Mossakowski: Neuropatologia Mossakowskiego. Lublin: Wydawnictwo Czelej, 2005. ISBN 83-89309-63-7. Brak numerów stron w książce
- Paweł P Liberski: Pasażowalne encefalopatie gąbczaste. Warszawa: Upowszechnianie Nauki – Oświata „UN-O”, 1999. ISBN 83-85618-47-3. Brak numerów stron w książce
- Wojciech Kozubski, Paweł P Liberski, Maria Barcikowska: Choroby układu nerwowego. Warszawa: Wydawnictwo Lekarskie PZWL, 2004. ISBN 83-200-2636-9. Brak numerów stron w książce